# Bernd Kannenberg
Bernd Gerhard Kannenberg (* 20. August 1942 in Königsberg, Ostpreußen; † 13. Januar 2021 in Münster) war ein deutscher Geher und Olympiasieger.

## Sportlicher Werdegang
Bernd Kannenberg begann erst 1969 mit 27 Jahren mit dem leistungssportlichen Gehertraining; zuvor hatte er nur Volksläufe bestritten. Im Mai 1972 verbesserte er den Weltrekord im 50-km-Gehen um mehr als acht Minuten.
Für die Bundesrepublik Deutschland startend gewann er bei den Olympischen Spielen 1972 in München im 50-km-Gehen Gold in 3:56:11,6 h. Für diese Leistung wurde der Berufssoldat außerplanmäßig zum Hauptfeldwebel befördert. Außerdem wurde er mit dem Silbernen Lorbeerblatt geehrt. Er diente unter anderem an der Sportschule der Bundeswehr in Warendorf. Ein weiterer großer Erfolg gelang ihm zwei Jahre später, als er bei den Europameisterschaften in Rom Zweiter im 20-km-Gehen wurde in 1:29:38,2 h.
Zudem wurde Kannenberg je dreimal in seiner Karriere Deutscher Meister im 50-km-Gehen (1972, 1973, 1975) sowie im 20-km-Gehen (1972, 1974, 1975). Weitere Deutsche Meisterschaften errang er bei der Mannschaftswertung, zweimal über 20 km (1972, 1975) und dreimal über 50 km (1971, 1972, 1975).
Er nahm außerdem bei den Olympischen Spielen 1976 in Montreal im 20-km-Gehen teil, gab jedoch wegen zu starker Schmerzen vorzeitig auf. Zum Ende seiner bis 1978 währenden Laufbahn waren seine Leistungen durch Leistenbrüche aufgrund seines Trainings von mehr als sechs Stunden täglich und Virenerkrankungen in der Bauchmuskulatur beeinträchtigt.
Er startete zunächst für den 1. FC Nürnberg, ab 1971 für den LAC Quelle Fürth. In seiner aktiven Zeit war er 1,75 m groß und wog 72 kg.
1974 wurde ihm der Rudolf-Harbig-Gedächtnispreis verliehen.
Nach seiner aktiven Karriere war Kannenberg noch als Bundestrainer der deutschen Geher tätig, musste jedoch diese Position aus gesundheitlichen Gründen später aufgeben.

## Sonstiges
1945, während der Flucht aus Königsberg, überlebte Kannenberg zusammen mit seiner Cousine den Untergang der Wilhelm Gustloff. Seine Großmutter starb dabei. Die Familie ließen sich zunächst in Reitzenhain (Sachsen), anschließend in Ronneburg (Thüringen) nieder. 1955 zog Kannenberg über Berlin nach Westdeutschland.

## Weitere Starts bei internationalen Höhepunkten
- 1971, Europameisterschaften: Platz 9 im 20-km-Gehen (1:32:06,4 h)
- 1972, Olympische Spiele: im 20-km-Gehen vorzeitig aufgegeben
- 1974, Europameisterschaften: Platz 9 im 50-km-Gehen (4:21:46,0 h)